# Dorstenia sucrei
Dorstenia sucrei är en mullbärsväxtart som beskrevs av Carauta. Dorstenia sucrei ingår i släktet Dorstenia och familjen mullbärsväxter. Inga underarter finns listade i Catalogue of Life.